# Antonio del Castillo y Saavedra
Antonio del Castillo y Saavedra (Córdoba, 10. srpnja 1616. – Córdoba, 2. veljače 1668.) bio je španjolski barokni slikar, kipar i pjesnik.

## Životopis
Antonio del Castillo y Saavedra rođen je 1616. u Córdobi u Španjolskoj.
Slikarstvo je učio kod svog oca Agustína del Castilla, a nakon njegove smrti kod malo poznatog vjerskog slikara po imenu Ignacio Aedo Calderón od 1631. do 1634. Kasnije su ga u Sevilli podučavali Francisco de Zurbarán i njegov ujak Juan del Castillo, koji je također bio učitelj Canoa, Murilla i De Moye.  Godine 1635. vratio se u Córdobu, gdje je slikao freske i uljane slike (poput onih u crkvi Santa Marina).
Umro je u Córdobi 1668. godine.